# Chickasaw

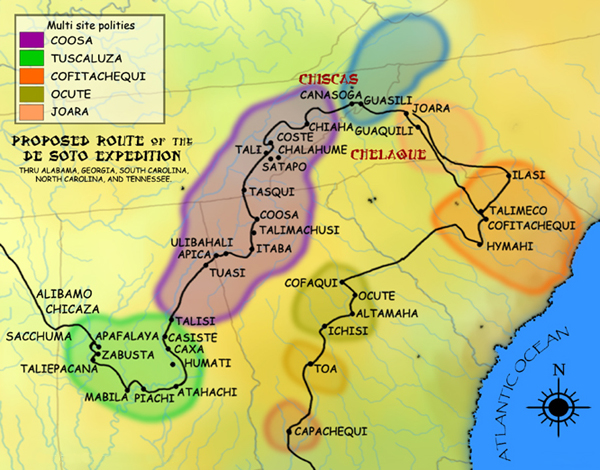

I Chickasaw (che chiamano se stessi Chikasha) sono una popolazione nativa americana. Abitavano originalmente nel Mississippi settentrionale e nel Tennessee occidentale. Furono trasposti nel Territorio Indiano, il futuro Oklahoma, sul Sentiero delle lacrime negli anni 1838 e 1839 assieme ai Cherokee, ai Choctaw, ai Creek ed ai Seminole, le cosiddette cinque tribù civilizzate.
Parlano una lingua muschogeana. Il loro linguaggio scritto è quasi lo stesso della nazione choctaw; la loro lingua è molto simile, ma si riscontrano differenze dialettali. Una volta la lingua chickasaw era il mezzo per i rapporti commerciali e tribali per tutte le tribù del basso Mississippi, che era virtualmente controllato dalla potente e bellicosa nazione chickasaw durante il XVII e il XVIII secolo.
"Oklahoma" è un nome chickasaw che significa "terra rossa".